# Schulklima
Schulklima bezeichnet das Atmosphärische im Betrieb einer Bildungseinrichtung. Der Begriff steht für die Qualität des Zusammenwirkens der am Schulgeschehen beteiligten Personengruppen und kann dazu mit einem entsprechenden Epitheton näher gekennzeichnet werden. Zu den für die jeweilige Klimabildung Verantwortlichen zählen Schulleitung, Lehrerschaft, Schüler, Verwaltungsangestellte sowie die Eltern und Erziehungsberechtigten.

## Begriff
Die österreichische Forschergruppe um Friedrich Oswald versteht „Schulklima“ als die Art und Weise, „wie die am Schulleben beteiligten Personen ihre Tätigkeit auf Grund ihres Rollenselbstverständnisses im Zusammenhang mit den gesetzlichen und institutionellen Regelungen von Schule interpretieren und wie sie danach handeln“.
Schulklima ist ein neutraler Begriff. Seine sehr unterschiedlichen Erscheinungsformen werden im Alltagsgebrauch durch entsprechende Beiwörter gekennzeichnet wie „gutes“ oder „schlechtes“, „gesundes“ oder „ungesundes“, „abgehobenes“ oder „volksnahes“, „kühl-distanziertes“ oder „wohlwollend-offenes“, „frostiges“ oder „herzliches“, „kooperativ-harmonisches“ oder „verstritten-feindseliges“ Schulklima und andere Merkmale charakterisiert. Es geht bei der Einstufung vor allem um die humane Beziehung und die entsprechenden Umgangsformen der am Schulgeschehen Beteiligten. Das Schulklima erwächst aus Komponenten wie der Qualität der räumlichen und materiellen Umwelten, der Art der Interaktion der unterschiedlichen Personengruppen, der Verträglichkeit des Lehrerkollegiums, der sozialen Einbindung der Schüler in das Schulgeschehen und der Beteiligung der Eltern an der Schulentwicklung.

## Kennzeichen
Ein gutes Schulklima setzt eine Verständigung auf gemeinsame pädagogische Zielsetzungen und entsprechende Normen und Regeln sowie eine funktionierende Schulordnung (Hausordnung) voraus. Lerninstitutionen mit einem guten Schulklima leben eine Kultur des gegenseitigen Respekts, Vertrauens und wertschätzender Aufgabenteilung. Die Schule muss ein Gemeinschaftsgefühl entwickeln, das eine Identifizierung mit den Lehrangeboten und ihrer Vermittlung ermöglicht. Nicht Lernpessimismus, sondern Lernoptimismus sollte das Atmosphärische des Bildungsbetriebs dominieren. Im optimalen Fall sollten die Lehrer stolz sein können, an ihrer Schule lehren, die Schüler, in ihr lernen, die Eltern, sie mit gestalten und die Schulleitung, sie als renommiert und erfolgreich nach außen präsentieren zu können. Die entscheidenden Impulse dazu müssen nach übereinstimmenden Erfahrungen der Studien vor allem von der Schulleitung und der Lehrerschaft ausgehen.

## Bedeutung
Das für eine Schule charakteristische Klima wirkt sich nach innen in den Schulbetrieb und nach außen in die Gesellschaft aus. Als Innenwirkung strahlt es auf das Unterrichts- und Lernklima der einzelnen Klassen und Lerneinheiten aus. Es ist von elementarer Bedeutung für das Wohlbefinden und die Lernbereitschaft der Kinder und Jugendlichen, worauf Helmut Dreesmann in mehreren speziellen Untersuchungen hinweist.
Als Außenwirkung bestimmt das Schulklima das Bild der Schule in der öffentlichen Wahrnehmung und ihr entsprechendes Ansehen. Das Image einer Schule wird in erster Linie von dessen kompetenter Leitung und engagierten Lehrerschaft, aber auch von der Resonanz der Schüler und Eltern bestimmt. Viele Schulen gründen Fördervereine, die das spezielle Bildungsanliegen der Institution in die Öffentlichkeit tragen, Tage der offenen Tür organisieren, für die Präsenz im Internet sorgen, eine Schulbroschüre herausgeben oder publikumswirksame Aktionen finanziell, programmatisch und personell unterstützen.

## Voraussetzungen
Studien haben sich immer wieder unter verschiedenen Aspekten dem Phänomen Schulklima und seiner Bedeutung für das Bildungswesen genähert:
Den Pädagogen Fritz Bohnsack hat das Problemfeld vor allem aus der Sicht der Schüler interessiert. Er kommt bei seinen Befragungen zu der Beurteilung, dass bei dieser Klientel die persönliche Wertschätzung und die Akzeptanz von Lernschwächen und ein angstfreies Lernen eine maßgebliche Rolle spielen. Heinz-Günther Holtappels kommt zu einer ähnlichen Einschätzung, dass die Schulakzeptanz aus der Schülerperspektive wesentlich von dem Gefühl des Aufgehobenseins und Wohlbefindens, dem „sozialen Klima“ der Lerninstitution, abhängig ist.
Eine nicht unerhebliche Rolle für das Entstehen eines positiven Schulklimas weisen verschiedene Autoren auch den Umweltgegebenheiten zu. Die Schule muss für gelingendes Lernen ein angenehmes Ambiente schaffen. Sie muss eine Wohlfühloase sein im Getriebe des Werkalltags, in der sich Lehrer und Schüler gerne aufhalten und miteinander arbeiten wollen. Untersuchungen beschreiben den Einfluss der Schulumwelt als eine Grundvoraussetzung für ein gesundes Schulklima. Der Sozialpädagoge Reinhard Fatke hat erforscht, wie sich die Schulumwelt allgemein auf das Befinden und Verhalten von Heranwachsenden in ihrer Lernumgebung auswirkt. Der amerikanische Wissenschaftler Steven R. Forness und seine Mitarbeiter haben herausgearbeitet, wie bedeutsam eine anregende Umwelt für die Lernleistung geistig behinderter Kinder ist.

## Einflussfaktoren
Um eine positive Ausstrahlung in die Öffentlichkeit zu erzielen, muss das Lehrpersonal in der Lage sein, seine fachliche Kompetenz und sein schulisches Engagement zu erweisen und erkennbar nach außen zu tragen. Die Lehrer müssen Teamfähigkeit im Kollegium sowie ein zugewendetes Miteinander im Umgang mit den Schülern entwickeln. Sie müssen interessiert sein, die Eltern und Erziehungsberechtigten von der Zielprogrammatik der Schule zu überzeugen und ihre Mitarbeit an der Imagepflege der Schule zu gewinnen. Ein eher logotrop, vorrangig an einem hohen wissenschaftlichen Leistungsniveau der Schule ausgerichtetes Lehrerkollegium schafft dabei meist eine andere Lern- und Arbeitskultur als eine stärker paidotrop denkende Lehrerschaft, die sich mehr Erziehungsaufgaben und der Mitnahme auch der schwächeren Schüler verpflichtet fühlt. Zwischen beiden Polen müssen im Hinblick auf die Höhe der Lernziele und das Maß der Lernmöglichkeiten Kompromisse gefunden werden. In ihrer Studie zur Lehrerbildung zitieren die Autoren Jean-Luc Patry und Richard Klaghofer die Vorstellung der von ihnen Befragten: „Der gute Lehrer müsse sich dabei sowohl mit dem Stoff und seinen Gesetzmässigkeiten als auch mit der Individualität des Schülers auseinandersetzen“.
Die Analysen der Wissenschaftler seit den 1970er-Jahren in verschiedenen Ländern, in unterschiedlichen Altersstufen und bei unterschiedlichen Lernvoraussetzungen legen nahe, dass ein auf Zwangsmaßnahmen setzendes Lernklima bei Lehrern wie Schülern unnötig Energien bindet, die besser für die Lehr- und Lernprozesse eingesetzt würden. Ein warmherziges Klima, in dem sich Lehrende wie Lernende angenommen und respektiert fühlen, zeitigt nicht unbedingt für das Lernniveau, aber zumindest für das Schulklima die besseren Ergebnisse. Dabei wird von Helmut Fend darauf hingewiesen, dass Lernhilfen, Ermutigungen und Geduld stärkere Motivationsimpulse setzen als Strafandrohungen und Sanktionsmaßnahmen und im sozialen Kontext eher geeignet sind, auch schwächere oder spät entwickelte Schüler in den Lernprozessen mitzunehmen. Auch Ferdinand Eder hat sich wiederholt dieser Fragestellung des Lehrerfolgs des Lehrpersonals und des Lernerfolgs der Schüler angenommen und die entscheidenden Determinanten angesprochen.
Die Autoren stellen immer wieder die Frage, ob es gesellschaftspolitisch gewollt sein kann, einen wissenschaftlich anspruchsvollen Unterricht zu bieten und strenge Leistungsanforderungen zu stellen, bei denen die Schwächeren auf der Strecke bleiben und nur die Leistungsstarken und –willigen den Aussonderungsprozess überstehen oder ob eine breitere Förderung und nachsichtigere Behandlung der Lernenden die wünschenswertere Variante des Lehrbetriebs darstellt. Dabei scheint sicher, dass sich das zweite Vorgehen zumindest vorteilhafter auf das Schulklima auswirkt.

## Auswirkungen
Die Auswirkungen des speziellen Schulklimas und wie es in eine positive Richtung gestaltet werden kann, ist oft untersucht und detailliert beschrieben worden. Dabei standen vor allem immer wieder die Einflüsse des Schulklimas auf die Lernmotivation und den Lernerfolg im Fokus des Interesses. Es stellte sich die Frage, auf welchen Wegen diese Motivation am besten erreicht werden kann, etwa, ob mehr Disziplin oder mehr Nachsicht die besseren Ergebnisse zeitigen würde. Vor allem Eliteschulen, wie sie vorzugsweise im militärischen oder sportlichen, aber auch in Bildungsbereichen zu finden sind, tendieren mit Rücksicht auf ihren institutionellen Ruf dazu, sich gern und schnell von weniger begabten oder strebsamen Schülern zu trennen. Die letztlich Erfolgreichen der strengen Ausbildungsprozeduren verstehen sich dann bisweilen, dem Rang ihrer Schule entsprechend, als herausgehobene Eliten einer verschworenen Gemeinschaft, mit Stolz auf ihre bestandenen harten Bewährungsproben, während die Gescheiterten die Ausbildung und den Umgang miteinander in der Institution als unmenschlich erleben und beurteilen.
Weitere Studien befassen sich mit dem Einfluss des Schulklimas auf die Gesundheit des Lehrpersonals und der Schüler. Lehrer wie Schüler leiden unter einem ungesunden Schulklima. Die Studien konstatieren, dass nur eine gesundheitlich stabile Lehrkraft in der Lage ist, auf Dauer den Belastungen des Schulbetriebs standzuhalten und einen erfolgreichen Unterricht zu gewährleisten. Hierzu kann ein negatives Schulklima abträglich sein und ein positives Schulklima beitragen.